# 신상 털기
신상 털기는 '특정인'의 정보 관련 자료를 인터넷 검색을 이용하여 찾아내어 다시 인터넷에 무차별 공개하는 사이버 폭력행위의 일종이다. 거의 모든 사이트에서 이런 행위는 영구 정지 등 제재 사유가 되며, 체포가 될 수도 있다.

## 원인
- 인터넷 포털 사이트의 검색 서비스와 SNS의 발전
- 사생활 침해나 명예훼손, 또는 비인격적 행동을 저지르는 사람에 대한 처단과 처벌을 목적[1]

## 피해
- 정보가 안좋은 곳에서 도용당할 위험이 있다.
- 남들한테 정신적 고통을 심겨줄 우려가 크다.
- 남한테 신원 도용을 당할 수 있다.
- 잘못된 정보가 지목될 경우 동명이인이나 비슷한 신상 정보를 갖고 있는 제 3자가 피해를 볼 수 있다.
- 잘못된 판단과 오해로 인하여 무고한 사람이 피해를 볼 수 있다.

## 찬성 및 반대
네티즌들은 신상 털기가 '비윤리적, 반사회적 행동에 대한 현대 사회의 처벌 방식 중 하나'로 보는 등 신상 털기를 찬성하는 반면 일부 네티즌은 오히려 전혀 관계 없는 엉뚱한 사람이 신상 털기의 피해자가 돼 한 사람의 인생을 현저히 망가뜨리는 결과를 낳기도 하며 무고한 가해자의 가족과 주변인물들까지 피해를 본다며 반대의 입장을 표하고 있다.

## 예방
예방법은 다음과 같다.
- 여러 사이트에서 동일한 아이디와 동일한 비밀번호를 사용하지 않는다.
- 아이디 검색이 쉬운 독특한 아이디 보다는 흔한 아이디를 사용한다.
- 인터넷상에 신상 정보나 기타 민감한 정보를 포함시킨 글을 작성하지 않는다.
- 이메일 확인 시 발신인이 모르는 사람이거나 불분명한 경우 유의한다. 특히 최근 페이스북, 트위터 등 SNS(소셜네트위크서비스)를 사칭한 이메일을 특히 유의한다.
- 무엇보다 지하철 막말녀와 막말남 사건과 같이 평소 비도덕적인 행동과 언어 등이 신상 털이의 대상이 될 수 있다. 따라서 온라인이든 오프라인이든 일상생활에서 올바른 행동과 언어 생활을 하는 것이 신상 털기 예방의 가장 좋은 방법이다.